# Big Bike Orchestra
Big Bike Orchestra (Orkiestra Na Dużym Rowerze) – polski zespół pop-folkowy utworzony w 2021 roku w Bydgoszczy. Cechą charakterystyczną zespołu jest połączenie przez muzyków gry na instrumentach z jednoczesną jazdą na sześcioosobowym rowerze. Big Bike Orchestra jest półfinalistą XIII edycji programu TVN Mam Talent.

## Historia
Początki zespołu sięgają 2017 roku, kiedy to piątka muzykujących przyjaciół (Adrian Zasada, Maciej Drapiński, Jędrzej Rochecki, Szymon Wiciński, Tomasz Stanny) założyła zespół Kontrabus. Zespół zaczął koncertować po Polsce oraz wydał dwa single („Cały wolny!” oraz „Nie będę stał jak wryty!”). Na początku 2020 roku Marek Maciejewski, dyrektor Międzynarodowego Festiwalu Sztuki Perkusyjnej Drums Fusion organizowanego przez Miejskie Centrum Kultury w Bydgoszczy, wpadł na pomysł stworzenia orkiestry, która będzie grała i jednocześnie jechała na rowerze, aby w nowatorski sposób połączyć kulturę i ekologię. Poszukując odpowiednich artystów skontaktował się z Maciejem Drapińskim (akordeonistą zespołu Kontrabus), złożył mu propozycję współpracy i zaproponował utworzenie „orkiestry rowerowej”.
Maciej Drapiński o propozycji współpracy z MCK Bydgoszcz:

Wysłuchałem propozycji Marka. Było w tym odrobinę szaleństwa, ale też nasz sposób myślenia o kulturze okazał się bardzo podobny. Chcieliśmy spróbować zaistnieć w niekonwencjonalnej przestrzeni artystycznej i w inny sposób zaprezentować siebie. Zgodziliśmy się od razu.

Zaprojektowanie oraz skonstruowanie specjalnego roweru powierzono Grzegorzowi Klucznikowi, właścicielowi serwisu rowerowego, znanego z budowy już w przeszłości nietypowych konstrukcji rowerowych.
Tak Grzegorz Klucznik wspomina pracę nad projektem:

Na początku wydawało mi się to mało realne – skonstruować rower dla sześciu osób i to taki, żeby jadąc, można było na nim grać trzymając w dłoniach różne instrumenty… Rozrysowałem projekt i pomyślałem, że jednak się uda. Rower ma kilka elementów motocyklowych, na przykład koła. Niektóre części trzeba było po prostu wymyślić i odpowiednio przyspawać do reszty. Tak było z „siedzeniem” dla kontrabasisty, który – jako jedyny – nie pedałuje, a siedzi tyłem do kierunku jazdy i gra. To wyzwanie. Zrobić bagażnik, na którym oprócz człowieka, zmieści się tak duży instrument, jak kontrabas.

Podczas inauguracji festiwalu „Drums Fusion 2021”, tj. 30 maja 2021 r., miał miejsce premierowy koncert zespołu. Chwilę później orkiestra ruszyła w trasę koncertową występując w najróżniejszych zakątkach kraju, a jesienią 2021 roku pojawiła się w programie TVN Mam Talent. Zespół zakończył udział w talent show na półfinałowym odcinku. W międzyczasie zespół wydał dwa single: „Duży Rower”, do którego słowa napisał Sławek Wierzcholski (zagrał w utworze również na harmonijce ustnej), oraz „Wrzuć na luz”, które osiągnęło szczyt Listy Przebojów Polskiego Radia PiK. W grudniu 2021 r. zespół na zaproszenie radia RMF FM jako gwiazda muzyczna otwierał „świąteczne piątki” w RMF FM, wykonując autorskie aranżacje świątecznych hitów muzycznych.
Orkiestra zagrała już ponad 200 koncertów, przemierzając ponad 100 tysięcy kilometrów. Swoje rowerowe show prezentowali w 12 krajach. Ich szaleństwo rozprzestrzenia się również w mediach społecznościowych, gdzie ich filmy obejrzano już ponad 100 milionów razy.
Wyjątkowy i wymagający projekt w historii zespołu miał miejsce we wrześniu 2023 roku, gdy wyruszyli w szalony "Eurotrip on Big Bike - from Bydgoszcz to Europe". W ciągu dziesięciu dni odwiedzili 10 krajów europejskich, dostarczając niezapomnianych wrażeń przy ikonicznych miejscach, takich jak Wieża Eiffla w Paryżu, Brama Brandenburska w Berlinie, Atomium w Brukseli, Most Karola w Pradze, Opera w Zurychu, a nawet przemierzali swym sześcioosobowym rowerem przez ulice i mosty w Amsterdamie.
Od 1 stycznia 2024 roku zespół posługuje się angielskojęzyczną nazwą Big Bike Orchestra (dawniej Orkiestra Na Dużym Rowerze).

## Muzycy

### Obecny skład zespołu
- Adrian Zasada – gitara akustyczna, śpiew
- Maciej Drapiński – akordeon, instrumenty klawiszowe
- Jędrzej Rochecki – skrzypce
- Krzysztof Biernacki – klarnet, saksofon
- Szymon Wiciński – kontrabas
- Maciej Domagalski – instrumenty perkusyjne

### Byli muzycy
- Mateusz Szwankowski – klarnet
- Tomasz Stanny – instrumenty perkusyjne

## Dyskografia
| \| 2021 \| „Duży Rower” (gościnnie: Sławek Wierzcholski) \| 7 \| 25 \| 18 \| 1 \| Duży Rower (singel) \| \| 2021 \| „Wrzuć na luz” \| 1 \| – \| 97 \| – \| Wrzuć na luz (singel) \| \| 2021 \| „Od Świąt do Świąt” \| – \| – \| – \| – \| singel świąteczny \| \| 2022 \| „Folo Bolo” \| 10 \| - \| 27 \| - \| Folo Bolo (singel) \| \| 2022 \| „–” pozycja nie była notowana. \| \| \| \| \| \| |                                               |                              |                              |                           |                           |                       |
| Rok | Tytuł                                         | Najwyższe pozycje na listach | Najwyższe pozycje na listach | Liczba tygodni na listach | Liczba tygodni na listach | Album                 |
| Rok | Tytuł                                         | PiK                          | Wnt                          | PiK                       | Wnt                       | Album                 |
| 2021 | „Duży Rower” (gościnnie: Sławek Wierzcholski) | 7                            | 25                           | 18                        | 1                         | Duży Rower (singel)   |
| 2021 | „Wrzuć na luz”                                | 1                            | –                            | 97                        | –                         | Wrzuć na luz (singel) |
| 2021 | „Od Świąt do Świąt”                           | –                            | –                            | –                         | –                         | singel świąteczny     |
| 2022 | „Folo Bolo”                                   | 10                           | -                            | 27                        | -                         | Folo Bolo (singel)    |
| 2022 | „–” pozycja nie była notowana.                |                              |                              |                           |                           |                       |